# Pat Costello
Pat Costello (né le 10 décembre 1902 à Paterson, dans le New Jersey, et mort le 13 septembre 1990 à Encino, en Californie, États-Unis)  est un acteur et producteur de cinéma américain.

## Filmographie

### Comme acteur
- 1941 : Deux Nigauds soldats (Buck Privates) : Recruit Who Slugs Herbie
- 1941 : Bowery Blitzkrieg (en) de Wallace Fox : Trainer
- 1941 : Sing Another Chorus (en) de Charles Lamont : Actor
- 1941 : Mob Town : Bit Part
- 1941 : Spooks Run Wild : Bus Driver
- 1942 : Jail House Blues : Flute Player
- 1942 : Let's Get Tough! (en) de Wallace Fox : Navy Recruiter
- 1942 : Le Monstre de minuit (Bowery at Midnight) de Wallace Fox : Tramp questioned by Richard
- 1942 :  Le Voleur de cadavres (The Corpse Vanishes) de Wallace Fox
- 1942 : The Payoff : Reporter
- 1942 : Madame Spy (en) de  Roy William Neill : Cab Driver
- 1944 : Million Dollar Kid de Wallace Fox : Spike
- 1944 : L'Esprit diabolique (Voodoo Man) de William Beaudine : Mission bum
- 1946 : Deux Nigauds vendeurs (Little Giant)
- 1946 : The Brute Man : Car 22 Patrolman
- 1948 : Deux Nigauds toréadors (Mexican Hayride) : Plainclothesman Tim Williams
- 1949 : Sweet Cheat : Neighbor

### Comme producteur
- 1952 : La Poule aux œufs d'or (Jack and the Beanstalk)